# Дедова, Валентина Николаевна
Валентина Николаевна Дедова (до замужества Чумичёва; 10 августа 1931, Москва — 3 января 2021, Москва) — советская спортсменка, трёхкратная чемпионка СССР (1952, 1956, 1958) и чемпионка Европы (1954) по прыжкам в воду, участница 2 Олимпийских игр (1952, 1956). 

## Биография
Родилась 10 августа 1931 года в Москве. Начала заниматься прыжками в воду в возрасте 17 лет у Трифилия Есина. В дальнейшем в разные годы тренировалась под руководством Бориса Ануфриева, Евгении Богдановской и Татьяны Петрухиной. 
Специализировалась в прыжках с 3-метрового трамплина, в 1952, 1956 и 1958 годах становилась чемпионкой СССР в этой дисциплине. С 1952 по 1958 год входила в состав сборной СССР, участвовала в Олимпийских играх в Хельсинки (1952) и Мельбурне (1956), где заняла соответственно 10 и 5 место. В 1954 году завоевала золотую медаль на чемпионате Европы в Турине, а через 4 года в Будапеште выиграла бронзовую награду европейского чемпионата. 
В 1961 году завершила свою спортивную карьеру. В 1960-х и 1970-х годах занималась тренерской деятельностью в ЦСКА. Среди её учеников олимпийская чемпионка Елена Вайцеховская и призёр чемпионата мира Вячеслав Страхов.
Занималась также судейской деятельностью, в 1980 году участвовала в судействе соревнований по прыжкам в воду на Олимпийских играх в Москве.
Умерла 3 января 2021 года в возрасте 89 лет. В декабре 2021 года включена в Зал славы Российской федерации прыжков в воду.